# Spetses
Spetses (in italiano Velvina, in greco Σπέτσες?) è un'isola della Grecia, situata a circa 35 miglia nautiche dal porto del Pireo, che fa parte delle isole del golfo Saronico o Isole Saroniche (le altre sono Egina, Idra, Poro e Salamina). Dal punto di vista amministrativo è un comune nella periferia dell'Attica (unità periferica delle Isole) con 3 748 abitanti al censimento 2021.
Caratteristico del luogo è il trasporto pubblico che è fornito da carrozze trainate da cavalli; sull'isola (anche per le piccole dimensioni della stessa) non circolano autoveicoli ma solo ciclomotori. Esiste tuttavia un servizio bus per raggiungere le varie spiagge sparse su tutto il perimetro della costa.

## Storia
L'isola, già abitata in epoca micenea (sull'isola si trovano vestigia archeologiche risalenti fino al 2000 a.C.), deriva il nome attuale (precedentemente era nota come Pityoussa prima e Petses, poi) da "isola delle spezie", espressione coniata dai Veneziani (che la controllarono dal XIII al XV secolo) in riferimento al gran numero di piante aromatiche che vi crescono.
Dal 1821 al 1822 Spetses ebbe un ruolo importante nella guerra d'indipendenza greca combattuta contro l'Impero ottomano: l'8 settembre del 1822 i turchi, che volevano incendiare la base navale presente sull'isola ed imporre così la loro egemonia marittima sul quel tratto dell'Egeo subirono, nonostante la disparità delle forze in campo, la sconfitta della loro flotta grazie all'azione dell'eroina spetsiota Laskarina Bouboulina, temeraria "capitana" che mise tutti i suoi averi a servizio della patria greca combattendo i Turchi in prima persona. La sua statua domina la piazzola vicino al porto di Dapià, nella quale ogni anno si celebra la "festa dell'armata" e i suoi resti si trovano esposti nel locale museo.

## Amministrazione
Il comune omonimo comprende anche la vicinissa piccola isola di Spetsopoula (piccola Spetses, 11 abitanti) e l'isola Velopoula, disabitata.
Il paese di Spetses (conosciuto anche come Dapia) è il principale centro abitato dell'isola. Altre località sono Moní Agíon Pánton (pop. 32), Ligonéri (16), Ágioi Anárgyroi (11) Kouzoúnos (3) e Kounoupitza.

## Altri progetti

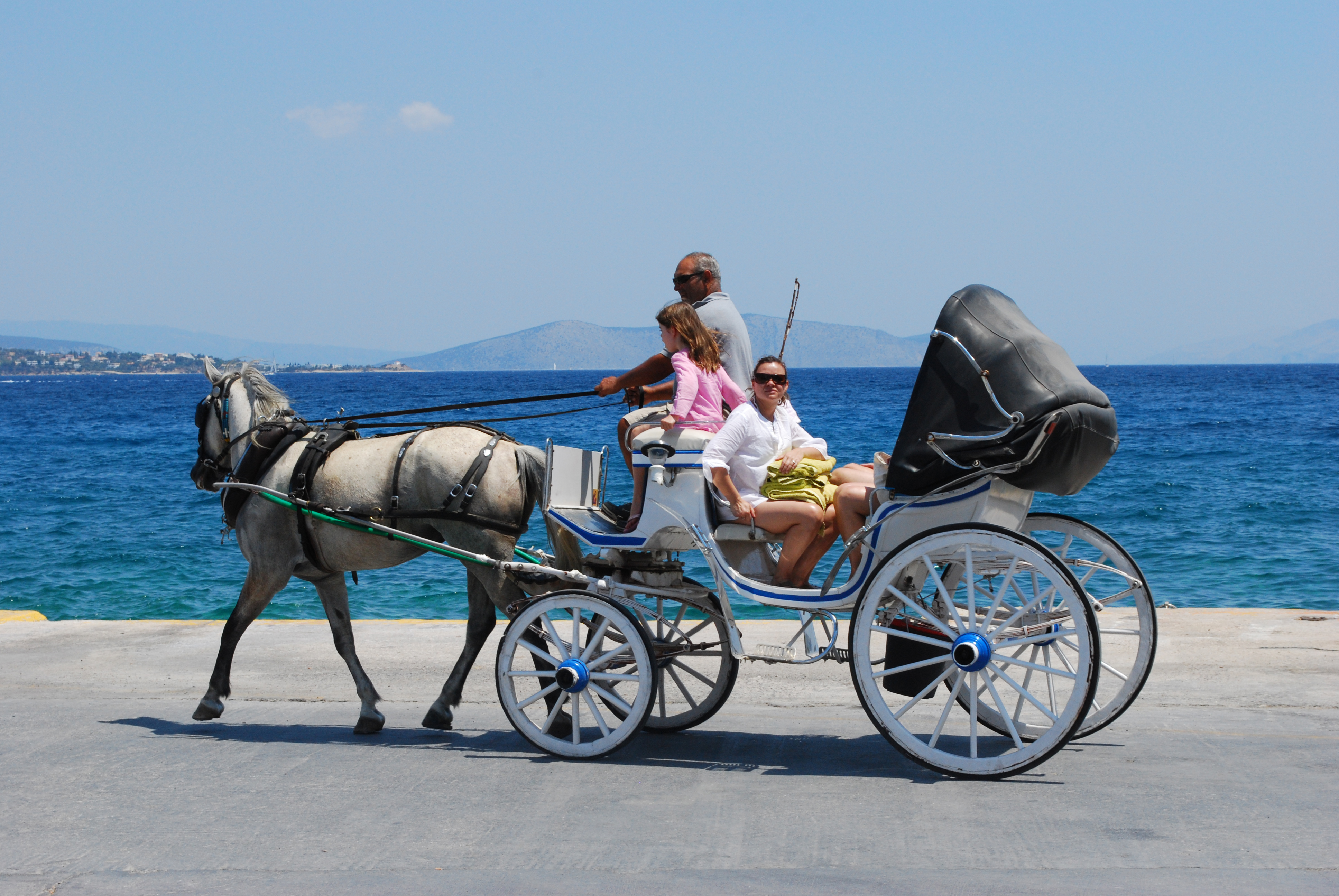
Uno dei tipici calessi di Spetses